# Bellinge Sogn

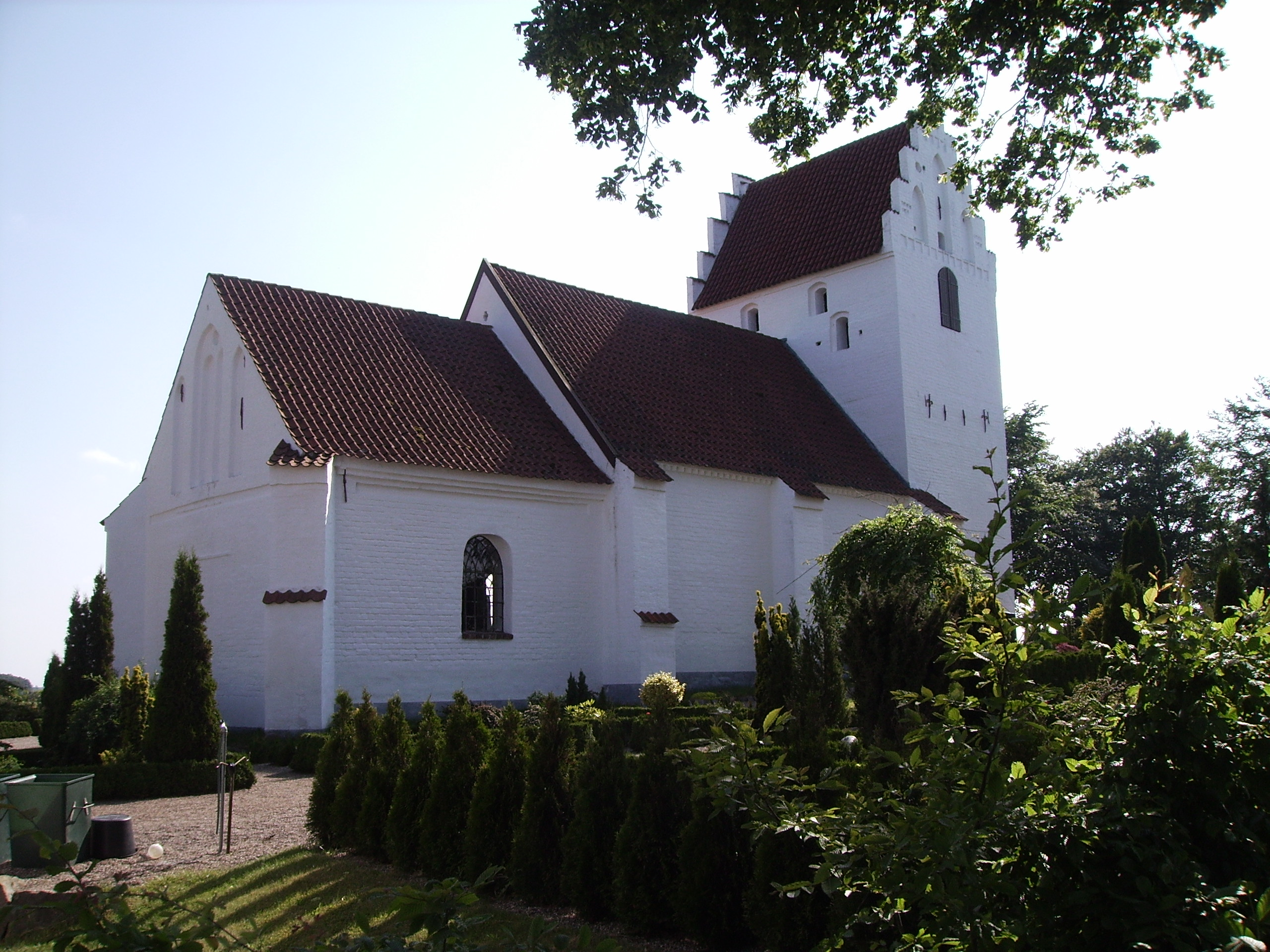
Bellinge Kirke

Bellinge Sogn ist eine Kirchspielsgemeinde (dän.: Sogn) auf der dänischen Insel Fyn (dt.: Fünen). Bis 1970 gehörte sie zur Harde Odense Herred im damaligen Odense Amt, danach zur Odense Kommune im Fyns Amt, die im Zuge der Kommunalreform zum 1. Januar 2007 Teil der Region Syddanmark geworden ist.
Im Kirchspiel leben 6090 Einwohner, davon 5826 im Kirchdorf (Stand: 1. Januar 2023).
Im Kirchspiel liegt die Kirche „Bellinge Kirke“.
Nachbargemeinden sind im Westen Brændekilde Sogn, im Nordosten Dyrup Sogn, im Osten Stenløse Sogn und im Südwesten Fangel Sogn, ferner in der benachbarten Assens Kommune Verninge Sogn und Brylle Sogn.